# Tanzanijska nogometna reprezentacija
Tanzanijska nogometna reprezentacija predstavlja Tanzaniju u nogometu a pod vodstvom je Tanzanijskog nogometnog saveza. Domaće utakmice igra na nacionalnom stadionu Benjamin Mkapa u Dar-es-Salaamu, a njihov trener je Jan Borge Poulsen. Tanzanija se još nikad dosad nije kvalificirala za svjetsko prvenstvo. Prije ujedinjenja s Zanzibarom, reprezentacija je igrala kao tanganjička reprezentacija.
Otok Zanzibar, dio Tanzanije (i nekad neovisna nacija), je također pridruženi član CAF-a te je igrao utakmice s drugim zemljama, ali se nikad nije plasirao na  Svjetski kup  ili Afrički kup nacija.

## Novija povijest
Nedavno je Tanzanija uložila više novca u momčad u nadi poboljšanja rezultata. Tanzanija je pobijedila Burkinu Faso u kvalifikacijama za Afrički kup nacija i izgubila 4:0 od Senegala. Najnoviji rezultat je bio 2:1 pobjeda protiv oceanijskog prvaka Novog Zelanda u prijateljskoj utakmici odigranoj u Dar es Salaamu, Tanzanija.

## Postignuća
CECAFA Kup:
* 2 puta prvak (1974., 1994.)
* 5 puta doprvak

## Svjetsko prvenstvo
- 1930. do 1970. - nije ulazila
- 1974. - nije se uspjela plasirati
- 1978. - povukli se
- 1982. do 1986. - nije se uspjela plasirati
- 1990. - nije ulazila
- 1994. - povukli se tijekom kvalifikacija
- 1998. do 2010. - nije se uspjela plasirati

## Afrički kup nacija
- 1957. do 1965. -nije ulazila
- 1968. - povukli se tijekom kvalifikacija
- 1970. do 1978. -nije se uspjela plasirati
- 1980. - prvi krug
- 1982. - povukli se
- 1984. - nije se uspjela plasirati
- 1986. - povukli se tijekom kvalifikacija
- 1988. do 1992. - nije se uspjela plasirati
- 1994. - povukli se tijekom kvalifikacija
- 1996. do 2002. - nije se uspjela plasirati
- 2004. - povukli se tijekom kvalifikacija
- 2006. do 2014. - nije se uspjela plasirati